# 오시마역 (도쿠시마현)
오시마역(일본어: 小島駅)은 일본 도쿠시마현 미마시에 위치한 시코쿠 여객철도 도쿠시마 선의 철도역이다. 역 번호는 B17이며, 섬식 승강장 1면 2선의 구조를 갖춘 지상역이다.

## 역 주변
- 오시마 교

## 역사
- 1914년 3월 25일 : 개업.
- 1987년 4월 1일 : 일본국유철도 분할 민영화에 의해, 시코쿠 여객철도가 승계.

## 인접 역
| 시코쿠 여객철도         | 시코쿠 여객철도 | 시코쿠 여객철도           |
| ----------------------- | --------------- | ------------------------- |
| B 16 아나부키 사코 방면 | 도쿠시마 선     | 사다미쓰 B 18 쓰쿠다 방면 |